# Curvularia sociata
Curvularia sociata är en svampart som först beskrevs av Ellis & Everh., och fick sitt nu gällande namn av Morgan-Jones & W.B. Kendr. 1972. Curvularia sociata ingår i släktet Curvularia och familjen Pleosporaceae.   Inga underarter finns listade i Catalogue of Life.